# 小副川十郎
小副川 十郎（おそえがわ じゅうろう、1915年2月15日 - 1996年6月15日）は、日本の経営者。日本水産社長、会長を務めた。佐賀県出身。

## 経歴
1940年に農林水産講習所を卒業し、同年に日本水産に入社。
1964年に取締役に就任し、1969年5月に常務、1971年5月に専務を経て、1973年5月に副社長に就任し、1975年12月には社長に昇格。1980年6月に取締役相談役に就任し、1982年6月には相談役に就任。
1979年4月に藍綬褒章を受章。
1996年6月15日心不全のために死去。81歳没。